# چهل چشمه (چادگان)
چهل چشمه (چادگان)، روستایی از توابع بخش چنارود شهرستان چادگان در استان اصفهان ایران است.
مردمان این روستا از طایفه گورویی
و بخشی از خوانین مردانی می باشند.
در وصف پایه گذاری این روستا باید به زنده نام آقا ملا لطفعلی گورویی اشاره کرد. ایشان توانست با استفاده از موقعیت سیاسی خود( کسب حکم کلانتری از محمدرضا شاه پهلوی ) اقدام به تاسیس اولین خانه ها و ایجاد سپاه دانش نماید. نامبرده به همراه سالار شجاع بختیاری و آ محمدباقر اورش صالحی با حضور در مراسمی در سال ۱۳۲۷ احکام کلانتری خود را توسط سپهبد رزم آرا دریافت نمودند.

## مردم
مردم این روستا لرتبار و از ایل بختیاری می باشند که به گویش لری بختیاری سخن می گویند

## جمعیت
این روستا در دهستان چنارود شمالی قرار دارد و براساس سرشماری مرکز آمار ایران در سال ۱۳۸۵، جمعیت آن ۱۳۵ نفر (۲۸خانوار) بوده‌است.